# Flaskpost

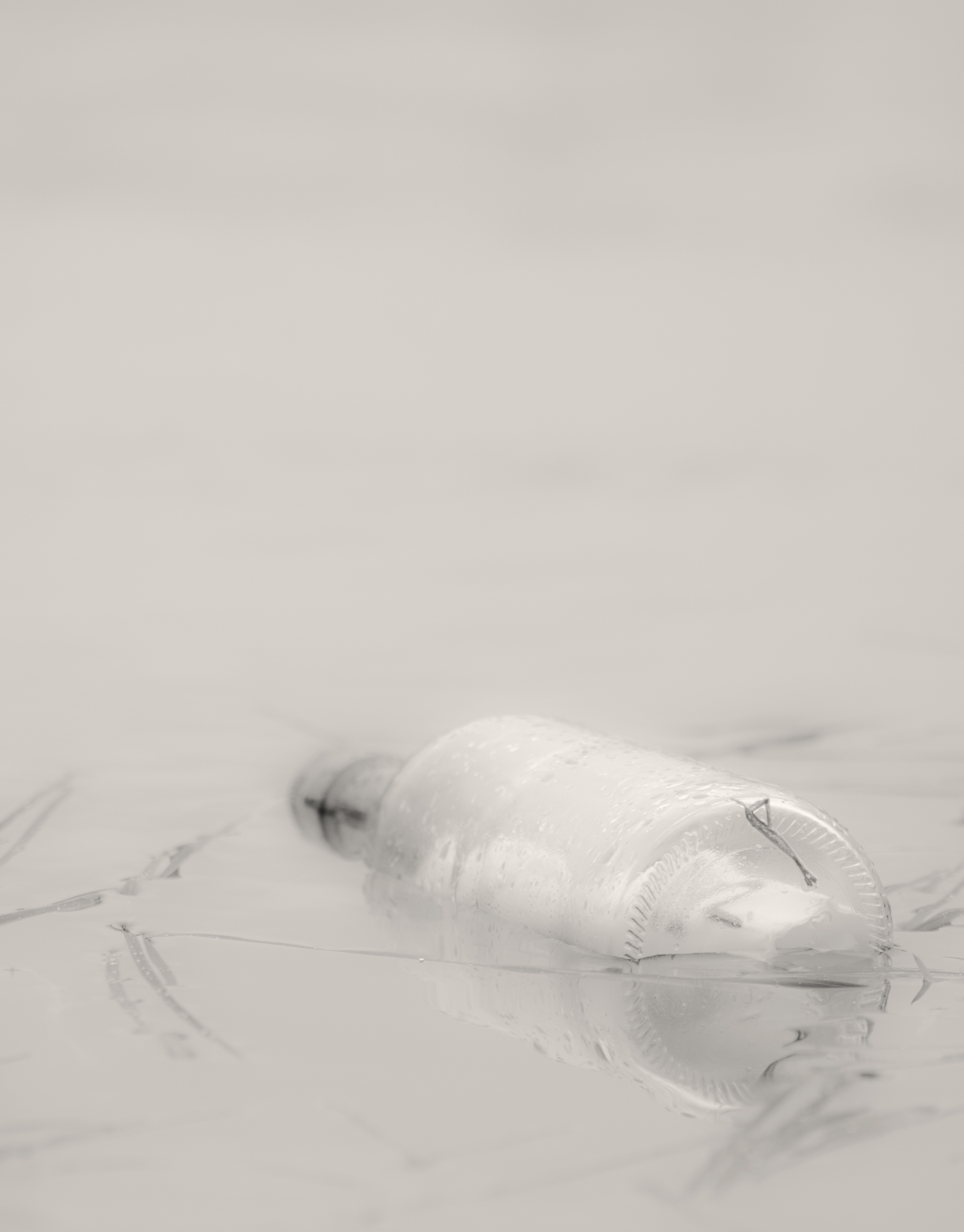
Flaskpost

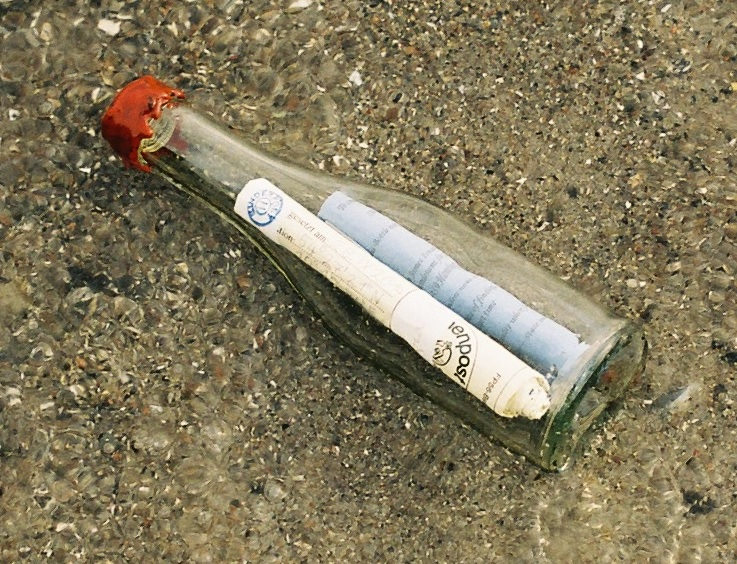
Flaskpost

Flaskpost är ett otillförlitligt sätt att skicka ett brev eller meddelande. Meddelandet placeras i en flaska som förseglas och släpps i ett vattendrag, en sjö eller i ett hav. Brevet har ingen namngiven mottagare, utan är tänkt att följa havsströmmarna tills någon finner det. Flaskpost kan färdas mycket långt med havsströmmar och lite tur, men långt ifrån all flaskpost kommer någonsin fram till en mottagare. Flaskpost förekommer ofta i skämtteckningar om människor strandade på öde öar.

## Verklig flaskpost
I december 1973 åkte 11-årige Andrew Tallo, vars far nyligen hade gått bort, med sin familj med det norskamerikanska kryssningsfartyget Vistafjord mot de karibiska öarna. Under resan skrev Andrew Tallo meddelandet "Jag är på Vistafjord. Skriv tillbaka till Andrew Tallos." Han skrev också sin adress och datum. Sedan stoppade han pappret i en colaflaska och kastade den överbord. Flaskan hittades i augusti 2008 av den 26-årige Evan Buffington, som var på semester på den karibiska ön Middle Caicos tillsammans med sin familj. Lokaltidningen i Stamford, orten där Andrew Tallos bodde när han skrev brevet, hjälpte Evan Buffington att spåra upp Andrew Tallo, som då hunnit bli 46 år.
En svensk 9-årig flicka sände flaskpost, och blev 22 år senare kontaktad av en bekant som hittat flaskan 4 mil från ursprungsplatsen.
I mars 2014 hittade den tyske fiskaren Konrad Fischer en flaskpost i sina nät utanför Kiel i norra Tyskland. Flaskposten hade kastats i vattnet den 17 maj 1913 av Richard Platz, en tysk från Berlin. Drygt 100 år tog det för flaskposten att bli hittad.
I augusti 1996 kastade en 13-årig flicka flaskpost i vattnet vid Idö i Stockholms skärgård. Den hittades 19 år senare på den närliggande ön Äspholmen.

## Flaskpost i filmer
I filmen Pippi Långstrump på de sju haven sitter Pippi Långstrumps far inspärrad i ett torn och skickar flaskpost för att hon skall komma och rädda honom.
I filmen Bernard och Bianca är den föräldralösa flickan Penny fångad av Madame Medusa och skickar flaskpost för att kunna räddas.

## Alternativ till flaskpost
Ett alternativ till att skicka flaskpost är att skicka ballongpost, det vill säga att man låter brevet/meddelandet lyfta mot himmelen med hjälp av ballonger fyllda med helium (eller eventuellt andra lätta gaser), så att vindarna ser till att brevet landar någon annanstans när ballongerna efter hand går sönder i luften.